# Sakoleva
Sakoleva oder Sakoleve, in älteren bzw. ausländischen Publikationen auch Sacoleva geschrieben, (neugriechisch Σακολέβα) ist die Bezeichnung für einen Typ von schlank gebauten Segelschiffen in unterschiedlicher Riggung, der bei südlichen und östlichen Mittelmeeranrainern bis zum Ende der Segelschiffsära gebräuchlich war. Allen Formen gemeinsam waren hochgezogene Schiffsenden und ein auffallend großer Sprung im Schiffskörper sowie die lange fortgesetzte Verwendung von Pfahlmasten, während zusammengesetzte Masten aus Untermast und aufgesetzten Stengen bereits üblich waren. Anderthalb- und zweimastige Schiffe dieser Bauart trugen an beiden Masten Schrägrah-, Spreiz-, Latein- oder Gaffelsegel. Bei dreimastigen Schiffen stand der Großmast kurz vor der Schiffsmitte und war nach vorn geneigt, er trug Mars- und Bramrahsegel. Die beiden anderen hinteren Masten waren wie bei den zweimastigen Sakolevas ausgeführt.